# Kasachische Billie-Jean-King-Cup-Mannschaft
|                                                |
| Teilnahmen der Kasachischen Fed-Cup-Mannschaft |

Die kasachische Billie-Jean-King-Cup-Mannschaft ist die Tennisnationalmannschaft von Kasachstan, die im Billie Jean King Cup eingesetzt wird. Der Billie Jean King Cup (1963 bis 1995 Federation Cup, 1996 bis 2020 Fed Cup) ist der wichtigste Wettbewerb für Nationalmannschaften im Damentennis, analog dem Davis Cup bei den Herren.

## Geschichte
Erstmals am Billie Jean King Cup teilgenommen hat Kasachstan im Jahr 1995. Das bislang beste Abschneiden des Teams war das Erreichen der Play-offs zur Weltgruppe II 2013.

## Teamchefs (unvollständig)
- Yegor Shaldunov
- Dias Doskarajew –2020
- Jaroslawa Schwedowa 2021–

## Spielerinnen der Mannschaft (unvollständig)
| Spielerinnen          | Einsätze | Einsätze | Einsätze   |
| Spielerinnen          | erster   | letzter  | Bilanz S/N |
| --------------------- | -------- | -------- | ---------- |
| Gozai Ainitdinova     | 2018     | 2018     | 1:0        |
| Sarina Dijas          | 2009     | 2021     | 18:8       |
| Tatyana Ignatchenko   | 2005     | 2008     | 6:9        |
| Sessil Karatantschewa | 2004     | 2017     | 19:13      |
| Kamila Kerimbajewa    | 2015     | 2017     | 2:3        |
| Mariya Kovaleva       | 2005     | 2007     | 4:12       |
| Zhibek Kulambyaeva    | 2018     | 2018     | 1:0        |
| Yekaterina Morozova   | 2004     | 2007     | 9:9        |
| Xenija Perwak         | 2013     | 2013     | 3:1        |
| Julija Putinzewa      | 2014     | 2021     | 17:12      |
| Amina Rachim          | 2004     | 2008     | 12:1       |
| Madina Rachim         | 2004     | 2008     | 7:1        |
| Jaroslawa Schwedowa   | 2009     | 2021     | 25:18      |
| Valentina Starkova    | 2008     | 2009     | 3:0        |
| Galina Woskobojewa    | 2009     | 2019     | 28:14      |